# 創られた真実
『創られた“真実”ディープフェイクの時代』は、NHK総合テレビの「NHKスペシャル」で2025年3月18日の22時から23時13分に放送された日本のテレビドラマ。生成AIが生み出すディープフェイクを題材に、世界中で実際に起きた事件・事象を取材しドラマを構成、ドキュメントを交えて描く。倫理観を揺さぶる戦慄のドラマ。
主演は青木崇高。妻役に入山法子。ギャラクシー賞2025年3月度月間賞を受賞。

## あらすじ
ある保険会社で、大規模の顧客情報漏洩が発生する。それと同時期に、その会社の社員であった佐藤真奈美が自殺する。真奈美の夫である佐藤晃は、真奈美の妹の洋子と共に妻の死の理由を追う内に、ディープフェイク画像を製作するベンチャー企業が関連していると突き止め、その企業に中途採用で入社する。晃は最初はディープフェイクの存在に懐疑的であったものの、次第にその製作技術の精巧さに驚愕し、一人娘の麗美のために、妻の真奈美の姿をコンピューター内のアバターとして再現する。晃がディープフェイクの虚像と現実との間で葛藤に苛まれる内に、やがて真奈美の死の真相が明らかとなる。

## キャスト
佐藤 晃
演 - 青木崇高
主人公。元銀行マン。妻の生前の足跡をたどり、あるベンチャー企業に再就職。妻の死の謎を探る。
佐藤 真奈美
演 - 入山法子
晃の妻。外資系保険会社に勤めていた。突然命を絶つ。
洋子
演 - 本仮屋ユイカ
真奈美の妹。真奈美と同じ保険会社で広報を務める。晃とともに真奈美の死の真相を探る。
佐藤 麗美
演 - 白山乃愛
晃の一人娘。中学１年生。母が死んでから、父と不仲。
坪倉 達也
演 - 泉澤祐希
晃が再就職した先での上司。AIのエキスパート。ディープフェイクを使い、さまざまな悩みを解決するのを得意としている。
片平 瑛二
演 - 星田英利
真奈美が勤めていた外資系保険会社の専務。事件の鍵を握る。

## スタッフ
- 脚本 - 大石哲也
- 音楽 - 岡出莉菜
- 歌 - 沼尾みゆき
- 撮影 - 西村博光、藤田岳夫
- 編集 - 小堀由起子
- 演出 - 四宮秀二
- 制作プロデューサー - 宮田幸太郎
- プロデューサー - 鈴木真美
- 制作統括 - 葛城豪、紅粉達広、山根幸太郎
- 制作 - NHK、パオネットワーク、NHKエンタープライズ

## 受賞歴
- ギャラクシー賞
  - 2025年3月度 月間賞[4]
  - 第62回（2024年度） テレビ部門 奨励賞“第62回奨励賞受賞作品”. ギャラクシー賞.  放送批評懇談会. 2025年4月28日閲覧。